# ريمي غارد
ريمي غارد (بالفرنسية: Rémi Garde) (3 أبريل 1966 في أربريسلي) مساعد مدرب في نادي ليون الفرنسي ولاعب كرة قدم سابق .
غارد بدأ مسيرته الرياضية في نادي ليون سنة 1982 وساعد الفريق في الصعود إلى الدرجة الأولى سنة 1989 . يجيد اللعب في مركز الوسط المدافعوالليبرو وأصبح قائد للفريق وشارك في أول مباراة دولية مع منتخب فرنسا في مواجهة منتخب الكويت في يناير 1990 . شارك في 6 مباريات دولية وانضم إلى تشكيلة منتخب فرنسا التي شاركت في بطولة كأس الأمم الأوروبية 1992 التي أقيمت في السويد . غادر غارد نادي ليون متوجها إلى نادي ستراسبورغ في صيف سنة 1993 حيث أمضى معه 3 مواسم وحقق معه المركز الثاني في بطولة كأس فرنسا سنة 1995 .
انتقل غارد إلى إنجلترا في أغسطس 1996 وانضم إلى نادي آرسنال برفقة لاعب الوسط الشاب آنذاك باتريك فييرا بناء على نصيحة من أرسين فينغر الذي كان مدربا لفريق ناغويا غرامبوس . غارد الذي كان يبلغ من العمر 30 سنة كان يعتبر البديل المفضل بدلا من اللعب بشكل أساسي في التشكيلة . أصبح غارد البديل المناسب لفييرا وإيمانويل بيتيت في حال توقيفهما أو إصابتهما أو إراحتهما . شارك غارد في 43 مباراة طوال ثلاث مواسم وساهم في تحقيق ثنائية بطولتي الدوري الممتاز وكأس الاتحاد الإنجليزي موسم 1997/1998 .
بسبب تقدمه في العمر وكثرة تعرضه للإصابة فإن مشاركات غارد أصبحت قليلة وبالتالي قرر غارد اعتزال مسيرته الرياضية كلاعب في يونيو 1999 حيث خسر فريق آرسنال بطولة الدوري الممتاز باحتلاله المركز الثاني والخروج من الدور النصف النهائي من بطولة كاس الاتحاد الإنجليزي على يد فريق مانشستر يونايتد .
بعدما عمل لفترة محللا لصالح التلفزيون الفرنسي قرر الانضمام إلى نادي ليون كممرن في سنة 2003 وساعد الفريق في تحقيق بطولة دوري الدرجة الأولى موسمي 2003/2004 و2004/2005 . بعد رحيل المدرب بول لوجوين في صيف سنة 2005 تم تعيين غارد مساعدا للمدرب الجديد جيرارد هولييه .
في مايو 2007 ومع قرب نهاية العقد الذي يربط بين غارد ونادي ليون فإن بعض التقارير الصحفية ذكرت بأن غارد يستعد للعودة إلى نادي آرسنال من أجل تعيينه في منصب مدير كرة القدم للحلول مكان نائب رئيس النادي ديفيد دين .
وفي موسم 2011 أصبح مدرب لنادي ليون خلفا ًللمدرب كلود بويل.

## روابط خارجية
- ريمي غارد على موقع قاعدة بيانات كرة القدم.إي يو (الإنجليزية)
- ريمي غارد على موقع ليكيب (الفرنسية)
- ريمي غارد على موقع ناشيونال فوتبول تيمز (الإنجليزية)
- ريمي غارد على موقع Soccerbase.com (لاعب) (الإنجليزية)
- ريمي غارد على موقع Soccerbase.com (مدرب) (الإنجليزية)
- ريمي غارد على موقع عالم كرة القدم.نت (الإنجليزية)